# I'm Throwing My Arms Around Paris
I'm Throwing My Arms Around Paris è un brano del cantante inglese Morrissey.
Pubblicato anche come singolo, tratto dall'album Years of Refusal, il 9 febbraio del 2009 dalla Polydor/Decca, il disco raggiunse la posizione numero 21 della Official Singles Chart.

## Realizzazione
Scritto in collaborazione con il chitarrista Boz Boorer e registrato a Los Angeles, con la produzione di Jerry Finn, il brano venne proposto per la prima volta durante i concerti del tour americano del 2007.
Tra le b-sides c'è una versione dal vivo di Death of a Disco Dancer degli Smiths, registrata a Waukegan, il 17 ottobre del 2007 e l'inedita Shame Is the Name, con Crissie Hynde dei Pretenders (amica di vecchia data di Morrissey) alla seconda voce. Il campionamento utilizzato all'inizio di quest'ultimo (Salaud Mauricet, dégueulasse, tes jours sont comptés Mauricet. Il va t'arriver du mouron Mauricet!) è tratto dal film francese I 400 colpi, diretto da François Truffaut nel 1959.
Il videoclip promozionale, diretto da Travis Shinn, è stato girato utilizzando immagini di Morrissey e la sua band che si esibiscono in una stanza bianca con dei carlini che giocano attorno a loro.
La foto di Morrissey in copertina è stata realizzata da Jake Walters. Le immagini dell'artwork interno ritraggono: la band con in mano quattro diversi album di  Herb Alpert & the Tijuana Brass e, dall'altro lato, un dipinto di Jules R Hervé dal titolo Place de la Concorde (nel CD#1); Morrissey e la sua band, con in mano delle copie del Greatest Hits del cantante stesso e, dall'altro lato, un dipinto di Louis Daguerre (nel CD#2); Morrissey ed i suoi musicisti che posano completamente nudi, ma con le parti intime coperte da dischi in vinile (nel 7").

## Tracce
- UK CD#1

1. Something Is Squeezing My Skull - 2:35
2. Because of My Poor Education - 3:26

- UK CD#2

1. Something Is Squeezing My Skull - 2:34
2. Shame Is the Name - 3:52

- UK 7"

1. Something Is Squeezing My Skull - 2:34
2. Death of a Disco Dancer (live at Waukegan, 17 ottobre 2007) - 5:44

## Formazione
- Morrissey – voce
- Solomon Walker - basso
- Boz Boorer - chitarra
- Jesse Tobias - chitarra
- Matt Walker - batteria
- Roger Manning - tastiere
- Michael Farrell – tastiere (su Death of a Disco Dancer)
- Mark Isham – trumba (su I'm Throwing My Arms Around Paris)
- Chrissie Hynde – voce (su Shame Is the Name)